# Venables (Eure)
Venables település Franciaországban, Eure megyében. Lakosainak száma 782 fő (2018. január 1.).

## Népesség
A település népessége az elmúlt években az alábbi módon változott:
| Lakosok száma | 400  | 419  | 587  | 708  | 774  | 799  | 794  | 1817 | 794  | 782  |
|               | 1968 | 1975 | 1982 | 1999 | 2006 | 2011 | 2013 | 2016 | 2017 | 2018 |